# Reino da Inglaterra
O Reino da Inglaterra foi um Estado soberano localizado na Europa Ocidental, na parte sul da ilha da Grã-Bretanha, que surgiu em meados do século X (originado de vários reinos anglo-saxões, do período conhecido como Heptarquia), durando até 1707, quando se uniu com a Escócia para formar o Reino da Grã-Bretanha. Seu território corresponde atualmente a Inglaterra e ao País de Gales, ambos países constituintes do Reino Unido, o Estado sucessor do Reino da Grã-Bretanha.

## História
Convencionalmente, na história da Inglaterra, o Reino da Inglaterra é distinguido em dois períodos: a Inglaterra anglo-saxã (de sua unificação até 1066) e a Inglaterra anglo-normanda (após 1066).

### Inglaterra anglo-saxã

Reino anglo-saxões

Compreende-se como Inglaterra anglo-saxã o período entre o estabelecimento dos reinos anglo-saxões (Heptarquia) após o fim do domínio romano na ilha, no século V, até a conquista normanda da Inglaterra em 1066. Havia vários reinos, na qual se destacam Wessex, Mércia, Sussex, Nortúmbria, Essex, Kent e Ânglia Oriental. No século IX, após uma desestabilização na região causada no pelas invasões viquingues, a unificação inglesa foi alcançada em 927 por Etelstano de Wessex, que fortificara seu reino contra os viquingues.
O reino mantinha-se em unidade política no século que passara. Durante o reinado de Etelredo II (978-1016), uma nova onda de invasões foi orquestrada por Sueno I da Dinamarca, culminando em vinte e cinco anos de guerra até a conquista dinamarquesa da Inglaterra, em 1013. Mas Sueno morreu em 2 de fevereiro de 1014, e Etelredo foi restaurado ao trono. Em 1015, o filho de Sueno, Canuto, o Grande, lançou uma nova invasão. A guerra que se seguiu terminou com um acordo em 1016 entre Canuto e o sucessor de Etelredo, Edmundo (alcunhado Braço de Ferro), para dividir entre eles a Inglaterra, mas a morte de Edmundo, em 30 de novembro do mesmo ano deixou o país inteiro sob domínio estrangeiro, em uma união pessoal com a Dinamarca e Noruega.  Isso continuou por vinte e seis anos até a morte de Hardacanuto em junho de 1042. Ele era o filho de Canuto e Ema da Normandia (a viúva de Etelredo II) e não tinha herdeiros próprios. Hardacanuto foi sucedido por seu meio-irmão, o filho de Etelredo, Eduardo, o Confessor. O Reino da Inglaterra tornou-se mais uma vez independente.

### Inglaterra anglo-normanda

#### Conquista normanda
A paz durou até a morte de Eduardo sem filhos em janeiro de 1066. Seu cunhado Haroldo Godwineson foi coroado rei, mas seu primo Guilherme II da Normandia, imediatamente reivindicou o trono para si. Guilherme lançou uma invasão da Inglaterra e desembarcou em Sussex em 28 de setembro de 1066. Haroldo e seu exército estavam em York, na sequência da sua vitória contra os noruegueses liderados pelo rei Haroldo Sigurdsson na batalha de Stamford Bridge (em 25 de setembro de 1066), quando a notícia chegou a ele. Godwineson decidiu sem demora confrontar o exército normando em Sussex, e assim marcharam para o sul de uma vez, apesar de o exército não ter devidamente descansado após a batalha contra os noruegueses. Os exércitos de Haroldo e Guilherme se enfrentaram na batalha de Hastings (14 de outubro de 1066), em que o exército inglês, ou fyrd, foi derrotado, Haroldo e seus dois irmãos foram mortos e Guilherme emergiu como vencedor. Ele, no entanto, não planejou absorver o reino com o Ducado da Normandia. Como um mero duque, Guilherme devia lealdade a Filipe I de França, ao passo que no reino independente da Inglaterra, ele poderia governar sem interferência. Ele foi coroado em 25 de dezembro de 1066 na Abadia de Westminster, em Londres, como Guilherme I.
A conquista normanda levou à transferência da capital inglesa e residência do soberano anglo-saxão de Winchester para Westminster e a cidade de Londres rapidamente se estabeleceu como a maior cidade da Inglaterra e o principal centro comercial.

#### A Anarquia
Anos após a estabilização do governo anglo-normando, uma crise sucessória se instaurou durante o reinado de Henrique I. Seu herdeiro legítimo, Guilherme Adelin, morreu no naufrágio do White Ship em 1120. Além disso, as tentativas de Henrique I em fazer de sua filha Matilde sua sucessora falharam. Henrique faleceu em 1135, e seu sobrinho Estevão de Blois tomou o poder. Após certa instabilidade política enfrentada por Estevão, Matilda e seu meio-irmão bastardo Roberto, o ruivo invadiram o sudoeste da Inglaterra em 1139. Em anos, nenhum dos lados envolvidos na guerra civil que se instaurara tinha um controle efetivo. Apesar de Godofredo V de Anjou, marido de Matilde, ter conquistado a Normandia, nenhuma vitória foi obtida na Inglaterra. Cerca de dez anos de confronto se passaram e tanto os barões do reino quanto a Igreja queriam paz. Em 1153, faleceu o herdeiro de Estevão, Eustácio IV da Bolonha. Henrique Plantageneta aproveitou-se da situação e invadiu a ilha, forçando Estevão a assinar o tratado de Wallingford, na qual o rei reconhecia Henrique como seu sucessor.

### Dinastia Plantageneta
Estêvão faleceu em 1154, um ano após nomear Henrique como seu sucessor, na qual ascendeu ao trono (como Henrique II) com apoio popular após acabar com a guerra civil. Isso deu inicio à dinastia Plantageneta, a segunda dinastia da Inglaterra após a conquista Normanda. Entretanto, devido a disputas pelo trono, ela dividiu-se em Lancastre e Iorque. Essas duas famílias descendiam de Eduardo III.

#### Império Angevino

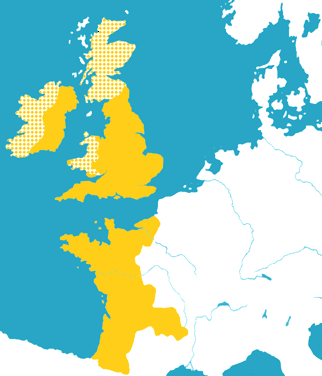
Territórios dos Plantagenetas durante o século X

Desde Guilherme I, os monarcas da Inglaterra controlavam extensos domínios no Reino da França. Os monarcas franceses, senhorios dos reis da Inglaterra na qualidade destes como vassalos, tinham certo sucesso em estabelecer uma autoridade central nestes feudos. Quando Henrique II tornou-se rei, ele já havia herdado de seu pai em 1151 os títulos de duque da Normandia, conde de Anjou e do Maine, em com o seu casamento em 1152 com Leonor se tornou duque da Aquitânia e conde de Poitiers (por direito de jure uxoris). O Reino da Inglaterra e o ducado da Normandia permaneceram em união pessoal até que João Sem-Terra, filho de Henrique II, perdeu as posses continentais do ducado de Filipe II de França em 1204, na guerra anglo-francesa. Aos poucos, partes da Normandia, incluindo as ilhas do Canal, mantiveram-se sob domínio de João, juntamente com a maior parte do ducado da Aquitânia.
João foi derrotado finalmente na batalha de Bouvines em 1214, e logo foi submetido as exigências dos barões e assinar a Carta Magna, que limita o poder da coroa e estabelece a base para a lei comum. Para a França a batalha foi fundamental na formação da forte monarquia absoluta, que caracterizaria o país até a primeira Revolução Francesa.
Convencidos de que João não estava cumprindo com a Carta Magna, os barões ingleses se revoltaram e ofereceram a coroa ao príncipe francês Luís, que viria a se tornar Luís VIII. Em maio de 1216, forças francesas foram enviadas a Inglaterra para apoiar os barões revoltosos, e conquistaram a maior parte do leste do país. Os barões retiraram o apoio a Luís no ano seguinte, quando a regência que se instaurou após a morte de João (Henrique III, o herdeiro de João, ainda era menor de idade) agiu em conformidade com a Carta Magna. Luís foi derrotado e abdicou de sua reivindicação a coroa inglesa no tratado de Lambeth, em setembro de 1217.
Apesar de o império angevino ter acabado de facto em 1215, as reivindicações inglesas aos ducados e condados franceses só em acabaram 1259, no Tratado de Paris, em que Henrique III entregava seus direitos de terras na França em troca de ser reconhecido como o legítimo herdeiro da Gasconha pelo rei Luís IX de França. Na troca, Luís retirou sua ajuda a rebeldes ingleses.

#### Conquista de Gales
Até a conquista normanda da Inglaterra, o Principado de Gales tinha permanecido em sua maior parte independente dos reinos anglo-saxões. Logo após a conquista normanda da Inglaterra, no entanto, alguns senhores normandos começaram a atacar Gales. Eles conquistaram e governaram partes do país, reconhecendo a soberania dos reis da Inglaterra, mas com considerável independência local. Durante muitos anos estes Marcher Lordes (encarregados de proteger a fronteira) foram conquistados cada vez mais territórios, contra a resistência considerável liderada por vários príncipes de Gales, que também reconheceram muitas vezes a soberania dos reis ingleses.
Em 1284, Eduardo I terminou a conquista do Principado de Gales, colocando o país sob o controle da coroa inglesa. Eduardo tomou o título de príncipe de Gales, investindo em seu filho (futuro Eduardo II). Desde então, o título é utilizado pelo herdeiro aparente ao trono.
A língua galesa - derivada da Língua britônica, com significativa influência do latim - continuou a ser falado pela maioria da população do País de Gales por pelo menos mais quinhentos anos, e ainda é uma língua majoritária em algumas partes do país.

#### Guerra dos Cem Anos
Eduardo III (que reinou de 1327 a 1377) transformou o Reino da Inglaterra em uma das potências militares mais formidáveis na Europa. Seu reinado também viu desenvolvimentos vitais na legislação e governo, em particular, a evolução do parlamento inglês. A partir de 1340, Eduardo, após a morte de seu tio Carlos IV de França, reivindicou o trono francês, precipitando a Guerra dos Cem Anos. A reivindicação de Eduardo baseava-se no fato dele ser o parente masculino mais próximo de Carlos IV (Carlos era irmão da mãe de Eduardo, Isabel), entretanto, desde a eleição de Hugo Capeto em 987, na França vigorava a lei sálica. Além de Eduardo III, outro possível sucessor era Filipe de Valois, sobrinho de Filipe IV, o Belo, o pai de Carlo VI e avô de Eduardo. Uma assembleia examinou as pretensões de ambos, e, baseando-se na lei sálica, escolheram Filipe de Valois, que ascendeu ao trono como Filipe VI. Eduardo III não discutiu a decisão, reconhecendo Filipe em 1329.
Considera-se que a guerra começou em 24 de maio de 1337, quando Filipe VI apoderou-se da Aquitânia. A ocupação do feudo sob controle inglês deu-se ao fato de Eduardo repudiar seu reconhecimento a Filipe em 1329, quando burgueses flamengos tenderam a aclamá-lo rei da França. Após a Aquitânia ser tomada, Eduardo ordenou o desembarque de se exército em Flandres.
Depois de anos de hostilidades, Eduardo conseguiu o apoio de Carlos II de Navarra, além de contar com o exército de seu filho, o príncipe de Gales Eduardo de Woodstock. Em 1358, houve uma insurreição popular, na qual revoltados com a miséria, os camponeses se lançavam contra os senhores feudais, enquanto a burguesia de Paris, indignada pelas calamidades da guerra clamava por mudanças políticas. O filho de João II, o futuro Carlos V, atendeu as questões internas e negociou a paz com Eduardo III. Em 1360, o Tratado de Brétigny, ratificados em Calais, deu a Eduardo um considerável número de territórios na França (Calais e todo o sudoeste francês) em troca do abandono de suas reivindicações ao trono francês.
Carlos V sucedeu João II e atacou, com sucesso, os ingleses, desrespeitando o tratado de 1360. Sob o comando de Carlos, o exército francês conseguiu conquistar boa do território conquistado pelos invasores. Entretanto, em 1377, com poucos meses de diferença, faleciam o príncipe de Gales e Eduardo III. O sucessor do trono inglês era o neto do monarca falecido, Ricardo II, de apenas dez anos de idade. A morte do monarca da França Carlos V, em 1380, esfriou o ânimo dos franceses

Território francês em 1435. Em vermelho os territórios da Inglaterra e em verde escuro os territórios sob domínio de Carlos VII

No final do século XIV ambos os países enfrentavam disputas internas, tirando o foco da guerra. Ricardo II, assumindo efetivamente o poder após chegar a maioridade, foi deposto em 1399 por seu primo Henrique de Bolingbroke, que tornou-se Henrique IV, o primeiro Lancastre. Após a morte de Carlos V, sucedido por seu filho Carlos VI, a Inglaterra ocupava apenas Calais e Aquitânia. Os borguinhões, motivados por interesses próprios, viraram-se contra Carlos VI (considerado incapaz) e aliaram aos ingleses. Disputas no trono surgiram quando Carlos foi dado como louco, permitindo ao novo rei inglês, Henrique V, continuar com sua reivindicação ao trono francês.
Após várias conquistas inglesas, especialmente no começo do século XV, o tratado de Troyes (1420) garantia a Inglaterra todo o norte do país (inclusive Paris) e forçou Carlos VI a deserdar do trono seu filho, o delfim Carlos (futuro Carlos VII). Henrique V casou-se com a princesa Catarina, filha de Carlos VI, ficando com o direito de herdar o trono.
O delfim instalou-se Bourges, no sul do rio Loire, comandando a resistência aos invasores. A partir deste momento que Joana D'Arc ingressou na luta. Após liderar grandes batalhas na qual os franceses conseguiram vencer os invasores, Joana foi entregue aos ingleses e morta. Um sentimento nacionalista desenvolve-se no povo, que lutara contra os ingleses e conquistando seus territórios. O último local sob domínio da Inglaterra e a cidade de Bordeaux, que foi conquistada pelos franceses em 1453 na batalha de Castillon, encerrando a guerra. De todas as terras do continente, a Inglaterra manteve apenas Calais.

#### Guerra das rosas
Apenas dois anos após o fim da Guerra dos Cem Anos, eclodiu a Guerra das Rosas, entre as casas reais de Iorque e Lancaster. Ambas as famílias descendiam de Eduardo III, da dinastia Plantageneta. Em 1455, Ricardo, duque de Iorque, dizendo-se fiel a Henrique VI, entrou em conflito com ele e seus partidários. Henrique irritou-se com as declarações de Ricardo (pedindo a prisão de Henrique Beaufort, 2.º Duque de Somerset), chamando de traidores os apoiadores de Iorque. Sabendo da situação em que se encontraria caso se entregasse e que da declaração de Henrique, Ricardo não teve outra opção se não lutar. Com o pretexto de "livra-lo de má influência", Ricardo e seus aliados começaram a combater a forças reais. Durante três décadas, alianças entre nobre foram feitas e quebradas. Ricardo de Iorque, futuro Ricardo III, ascendeu ao trono após a queda de Henrique VI e prender seus sobrinhos, os Príncipes na Torre. Considerado um mal maior, iorques e lancastres se uniram, após anos em confronto, para derrubar Ricardo III. Henrique Tudor, descendente de João de Gante, era o lancastre mais credível para reivindicar o trono. Uniu-se ao iorques, prometendo se casar com a filha de Eduardo VI, Isabel Woodville. Em 1485, trinta após o início das hostilidades entre as duas famílias, Henrique Tudor venceu Ricardo III a batalha de Bosworth e tornou-se rei.

### Dinastia Tudor
Após os tumultos da Guerra das Rosas, a dinastia Tudor governou durante o Renascimento inglês e novamente prorrogando o poder monárquico inglês além da Inglaterra, alcançando a plena união da Inglaterra e do Principado de Gales em 1542. Henrique VIII, filho de Henrique VII, ascendeu ao trono em 1509, após trinta e quatro anos de reinado de seu pai. Inicialmente casado com Catarina de Aragão, que não lhe deu o tão cobiçado herdeiro homem, Henrique começou a Reforma inglesa, quando não pôde se separa de Catarina para casar-se novamente. Influenciado pelo Reforma Protestante, declarou-se chefe da Igreja da Inglaterra, rompendo com Roma. Henrique faleceu em 1547, após ser declarado rei da Irlanda unificar Inglaterra e Gales. Foi sucedido por seu único filho homem, Eduardo VI, que deu continuidade à reforma religiosa. Durante o reinada de Eduardo a Inglaterra foi governada pela regência de seu tio, Seymour. Eduardo morreu jovem, sendo sucedido por sua irmã católica, Maria, que restabeleceu as relações com Roma, perseguindo protestantes. Maria, sem herdeiros, foi sucedida por sua irmã protestante Isabel I, que novamente declarou a Igreja da Inglaterra independente de Roma, além de lançar as bases do Império Britânico, alegando possessões no Novo Mundo.

### Dinastia Stuart
Isabel I morreu sem descendentes em 1603, sendo sucedida por seu primo, o rei Jaime VI da Escócia. A partir de então, a casa de Stuart reinou na Inglaterra em uma união pessoal com a Escócia e Irlanda, conhecida como União das Coroas. Sob os Stuarts, o reinou mergulhou em um guerra civil, que culminou na execução de Carlos I em 1649. A monarquia retornou em 1660 após uma breve república, mas a guerra civil estabeleceu que um monarca inglês não podia governar sem o consentimento do parlamento, embora esta concepção tenha ganho estabilidade apenas como parte da Revolução Gloriosa em 1688. A partir deste momento o Reino da Inglaterra, bem como os seus estados sucessores, funcionou efetivamente como uma monarquia constitucional. A revolução assegurou que para alguém poder suceder ao trono não poderia ser católico romano, lei que prevalece até hoje. Em maio de 1707, a rainha Ana assinou o tratado de união, unindo os reinos da Inglaterra e Escócia, formando o Reino da Grã-Bretanha, ainda em união pessoal com a Irlanda.

## Biografia
- Elton, G. R, England under the Tudors (London: Methuen, 1955)
- Elton, G. R., The Tudor Revolution in Government: Administrative Changes in the Reign of Henry VIII (Cambridge University Press, 1953)
- Elton, G. R., The Reformation (Cambridge University Press, 1958)
- Elton, G. R., The Tudor Constitution: Documents and Commentary (Cambridge University Press, 1960), OCLC 23819
- Elton, G. R., ed., England, 1200–1640: Sources of History. (Ithaca, NY: Cornell Press, 1969)
- Elton, G. R. Studies in Tudor and Stuart Politics and Government: Papers and Reviews. 4 volumes (Cambridge University Press, 1974–1992) (1946–1972—1983–1990)
- Wood, Michael, In Search of the Dark Ages (London: BBC Books, 1981)

- Commons